# Denkmal der Schlacht bei Monte Cassino (Warschau)

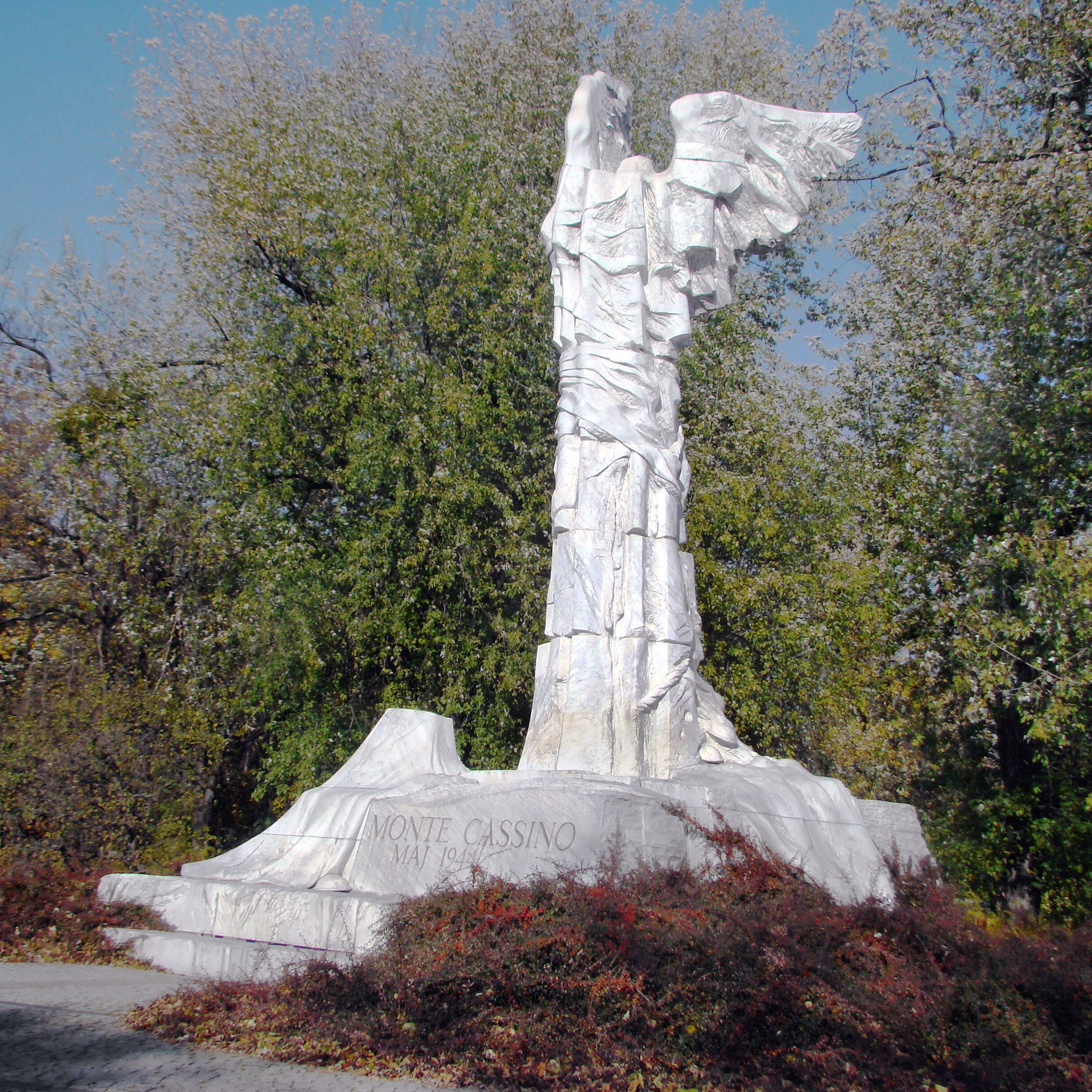
Denkmal der Schlacht bei Monte Cassino, 2010

Das Denkmal der Schlacht bei Monte Cassino (Pomnik Bitwy o Monte Cassino) befindet sich seit 1999 am Rand des Krasiński-Garten in Warschau und erinnert an die Gefallenen der Schlachten am Monte Cassino.

## Geschichte
Das Denkmal wurde nach der Wende 1989 von Gustaw Zemła und Wojciech Zabłocki im Stil der Postmoderne geschaffen. Nach dem Ende der Volksrepublik Polen konnte auch der polnischen Soldaten in den Armeen der Westalliierten öffentlich gedacht werden. 1994 beschloss man, ein entsprechendes Monument zu errichten. Es wurde 1999 durch die Witwe von General Anders, Irena Anders enthüllt. Es stellt die Göttin Nike dar, die kopflos und verwundet sich aus einer Säule emporschwingt.